# Kroktjärnen (Stensele socken, Lappland)
Kroktjärnen är en sjö i Storumans kommun i Lappland och ingår i Umeälvens huvudavrinningsområde. Sjön har en area på 0,0927 kvadratkilometer och ligger 449,7 meter över havet.

## Delavrinningsområde
Kroktjärnen ingår i det delavrinningsområde (722356-157264) som SMHI kallar för Mynnar i Bäckmyrbäcken. Medelhöjden är 415 meter över havet och ytan är 10,42 kvadratkilometer. Det finns inga avrinningsområden uppströms utan avrinningsområdet är högsta punkten. Vattendraget som avvattnar avrinningsområdet har biflödesordning 5, vilket innebär att vattnet flödar genom totalt 5 vattendrag innan det når havet efter 244 kilometer. Avrinningsområdet består mestadels av skog (87 procent). Avrinningsområdet har 0,92 kvadratkilometer vattenytor vilket ger det en sjöprocent på 8,8 procent.